# Московские сезоны
Моско́вские сезо́ны (фестиваль) — цикл городских, масштабных мероприятий (ярмарок, выставок, фестивалей, концертов), сменяющих друг друга на протяжении года.
«Московские сезоны» включают в себя фестивали: «Путешествие в Рождество», «Московская весна», «Московское лето», «Золотая осень». Основа всех фестивалей — ярмарочная торговля, культурная программа и декоративное оформление города. Особый акцент делается на сезонные продукты и изделия, созданные мастерами вручную. Праздничное оформление города меняется каждый год.

## История
В 2012 году Москву посетила гастролирующая по всему миру Страсбургская ярмарка: французские фермеры, торговцы и мастера открыли небольшое шале на Манежной площади в преддверии Рождества. Ярмарка произвела фурор среди жителей и гостей Москвы.
После её успеха мэр Москвы Сергей Собянин решил открыть постоянный городской рождественский праздник. Так появился фестиваль «Путешествие в Рождество», ставший частью «Московских сезонов». Впервые он прошел в 2013 году. Тогда в столицу пригласили не только резидентов из Страсбурга, но и из Вены, Праги, Копенгагена и нескольких городов Германии, а Россия была представлена такими городами как Гжель, Торжок, Ярославль, Тверь и Великий Устюг . Вместо одной площадки проведения были выбраны 34. Каждая из них представляла какой-либо город или страну.
После успеха в 2013 году фестиваль «Путешествие в Рождество» стал проводиться в Москве ежегодно, а помимо него появились фестивали «Московская весна», «Московское лето», «Золотая осень».

### 2016 год
В 2016 году программа «Московских сезонов» была дополнена фестивалями: «Московская Масленица», «Наш продукт», «Московское мороженое», «Скоро в школу», «Ярмарка варения».

Сергей Собянин о прошедших мероприятиях в рамках фестиваля «Московские сезоны»:

В этом году, по сути, был создан новый туристический продукт мирового уровня. Многие рекорды, в том числе рекорды Гиннесса были побиты. Это способствовало и развитию и туристической индустрии, и торговле малого и среднего бизнеса. Привлекло в Москву более 40 регионов, которые поставляли на фестиваль свою продукцию. И самое главное, развитие общественных пространств. Уличная активность создает другую, более демократичную и интересную атмосферу в городе.
— Новости сетевого издания «ТВ Центр-Москва»

### 2018 год
С 2012 по 2018 годы состоялось более 30 фестивалей. В 2018 году «Московские сезоны» посетили около 65 миллионов человек.

### 2020 год
В июле 2020 года авторы проекта «Московские сезоны» подвели итоги работы во время пандемии. В режиме онлайн было проведено 170 мероприятий. В список вошли более 80 мастер-классов, 34 видео с тренировками, свыше 30 прямых эфиров, по шесть экскурсий и конкурсов с подарками.

### 2022 год
В мае 2022 года, после двухлетней паузы, связанной с пандемией коронавируса, возобновилась полноценная фестивальная программа. Об этом объявил в своем блоге мэр Москвы Сергей Собянин. Пятнадцать фестивалей состоятся в Москве до конца года.

## Фестивали проекта
- «Путешествие в Рождество» — декабрь-январь
- «Московская масленица» — февраль-март
- «Крымская весна» — март
- «Пасхальный дар» — апрель-май
- «Московская весна a cappella» — музыкальный фестиваль — апрель-май
- «Рыбная неделя в Москве» — гастрономический фестиваль — май-июнь
- «Времена и эпохи» — исторический фестиваль — июнь (приурочен ко Дню России)
- «Вкусы России» — гастрономический фестиваль — июль
- «Московское варенье» — июль-август
- «Цветочный джем» — июль-сентябрь
- «Ритм моего города» — молодежный фестиваль на ВДНХ — август-сентябрь
- «День города Москвы» — сентябрь
- «Золотая осень» — сентября-октябрь
- «День народного единства» — ноябрь

### Архивные фестивали
- «Москва-Париж-Москва» — фестиваль французского изобразительного искусства
- «Московское лето» — гастрономический фестиваль
- «10 лет. Новая Москва» — 1 по 10 июля 2022 года[8]
- «Подорожник» — фестиваль путешествий по России (2022)

## Награды
В 2018 году Москва была признана одним из десяти городов с самыми лучшими рождественскими ярмарками (по версии The Daily Telegraph).
В октябре 2018 года Москва получила престижную премию World Festival and Event City Award как один из лучших городов для проведения фестивалей и массовых мероприятий. Церемония награждения прошла в рамках 63-го ежегодного съезда и выставки IFEA (The International Festival and Event Association) в Сан-Диего. При оценке городов международные эксперты принимают во внимание уровень поддержки фестивалей со стороны городского руководства, успешность и разнообразие самих мероприятий, участие в них благотворительных и волонтерских организаций, наличие необходимой инфраструктуры, а также роль в формировании позитивного образа города в целом.